# 大马岛猬属
大馬島猬屬（学名：Setifer）为哺乳綱、食蟲目的一屬，而與大馬島蝟屬（大馬島蝟）同科的動物尚有馬島蝟屬（馬島蝟）、紋蝟屬（紋蝟）、小馬島蝟屬（小馬島蝟）等之數種哺乳動物。

## 下属物种
本属包括以下物种：
- 大马岛猬 Setifer setosus (Schreber, 1778)